# Diana Nammi
Diana Nammi est une activiste britannique d'origine kurde. Elle reçoit le Prix de la Femme de l'Année de Barclays en 2014 et est nommée parmi les 100 Women de la BBC en 2015.

## Biographie
Nammi est née en Iran. Son père était un penseur progressiste, qui l'a inspirée dans son travail d'activiste. À 14 ans, Nammi est renvoyée de l'école à Sanandaj pour avoir lancé de la nourriture sur une enseignant l'accusant d'être « libérée ». Elle organise ensuite des manifestations en faveur de « la laïcité, de l'égalité et des droits de l'Homme » pendant la révolution de 1979. Nammi est presque arrêtée à l'adolescence pour avoir défendu les droits des femmes. Elle rejoint et combat pendant 12 ans en tant que combattante de la liberté Peshmerga au Kurdistan, souvent en première ligne. Elle continue à défendre les droits des femmes pendant ses années d'engagement,. Elle tombe enceinte en 1991 et fuit en Irak, en Turquie puis arrive finalement au Royaume-Uni en 1996 pour élever son enfant en toute sécurité après qu'un attentat à la bombe chimique ait tué 35 personnes près de la station de radio où elle travaillait,, Nammi obtient l'asile au Royaume-Uni. 

## Activisme
Nammi fonde l'Organisation des droits de la femme iranienne et kurde (IKWRO) chez elle en 2002 lorsque la traductrice qui l'a aidé à s'établir au Royaume-Uni est tué par son mari et que la police refuse de qualifier le meurtre de « crime d'honneur ». Nammi est scandalisée et fonde l'organisation afin de plaider contre « l'utilisation de la culture pour justifier le meurtre de femmes ». IWKRO s'efforce de fournir conseils et avis aux femmes originaires du Moyen-Orient, d'Afrique du Nord, d'Afghanistan ou élevées dans les communautés issues de ces régions. En 2014, l'organisation compte 16 employés rémunérés et a aidé plus de 780 femmes. Nammi est une ardente défenseure de la lutte contre les crimes d'honneur, les mariages forcés , les mutilations génitales féminines et milite pour que les femmes ait le droit de divorcer dans un mariage religieux,. L'IKWRO s'efforce de fournir aux femmes une aide légale et des lieux sûrs où elles peuvent se réfugier,. L'organisation s'emploie également à porter les problèmes d'attaque et de meurtres d'honneur à l'attention du grand public. En 2013, Nammi rejoint la Commission nationale sur le mariage forcé afin d'aider à éliminer cette pratique au Royaume-Uni. Nammi et son organisation jouent aussi un rôle central pour que de deux des assassins de Banaz Mahmod, qui a été victime d'un crime d'honneur, soient extradés au Royaume-Uni pour être poursuivis,. C'est la première extradition de ce genre. Nammi organise une campagne intitulée « Justice pour Banaz » pour demander l'extradition. Les hommes sont ensuite condamnés, ce qui a donné lieu à la première condamnation pour meurtre d’honneur au Royaume-Uni. Nammi considère cette extradition comme son principal succès. Elle joue également un rôle central dans l’évolution de la législation britannique sur l’interdiction des mariages forcés. Nammi plaide continuellement pour que les écoles, la police et les autres services publics soient informés sur les moyens existant pour aider les victimes de mariage forcé ou de violence d'honneur,. 

## Distinctions
En 2012, Nammi est nommée parmi les 150 femmes qui secouent le monde par Newsweek et The Daily Beast et reçoit également le prix Women on the Move du Haut Commissariat des Nations unies pour les réfugiés en 2014. Elle reçoit le Voice of Courage Award de la Commission des femmes réfugiées en 2015 et fait partie des 100 Women de la BBC la même année. En 2015, en reconnaissance de sa contribution aux questions juridiques, elle est nommée membre de la galerie Inspired by Law par des étudiants de la London South Bank University. Cette année-là, elle est aussi nommée comme l'une des femmes de l'année par le magazine Red. En 2016, elle reçoit un diplôme honorifique de l'Université d'Essex. 